# Jacek Kozioł
Jacek Kozioł (* 6. Dezember 1931 in Siemianowice Śląskie; † 11. Mai 2015) war ein polnischer Warenkundler und Professor  an der Uniwersytet Ekonomiczny w Poznaniu.

## Karriere
Er war Mitbegründer, Dekan und Prodekan der Fakultät für Warenkunde und Gründer und Leiter der Abteilung für Instrumentelle Analytik.
Kozioł war Gründer und Vorsitzender des Ausschusses für Warenwissenschaften und Qualität der Wissenschaften an der Wirtschaftsuniversität Poznań und lange Zeit Rektor.

## Auszeichnungen
Kozioł war Träger von Auszeichnungen des Ministeriums für Bildung.